# Harpalpur
Harpalpur é uma cidade e uma nagar panchayat no distrito de Chhatarpur, no estado indiano de Madhya Pradesh.

## Demografia
Segundo o censo de 2001, Harpalpur tinha uma população de 15 410 habitantes. Os indivíduos do sexo masculino constituem 53% da população e os do sexo feminino 47%. Harpalpur tem uma taxa de literacia de 69%, superior à média nacional de 59,5%: a literacia no sexo masculino é de 77% e no sexo feminino é de 60%. Em Harpalpur, 15% da população está abaixo dos 6 anos de idade.